# Ivan Choma
Ivan Choma (in ucraino Іван Хома?; Chyriv, 27 novembre 1923 – Roma, 3 febbraio 2006) è stato un vescovo cattolico ucraino della Chiesa greco-cattolica ucraina.

## Biografia
Ivan Choma nacque a Chyriv il 27 novembre 1923 ed era figlio di Josip, operaio ferroviario, e Kateryna Choma.

### Formazione e ministero sacerdotale
Dopo aver studiato nei licei di Sambir e Przemyśl entrò nel seminario teologico di Przemyśl. Dovette interrompere gli studi a causa della seconda guerra mondiale e successivamente entrò nel seminario teologico di Prešov. Nel 1946 emigrò in Italia e si laureò al Pontificio Ateneo de Propaganda Fide.
Il 29 giugno 1949 fu ordinato presbitero per l'eparchia di Przemyśl, Sambir e Sanok dal visitatore apostolico Ivan Bučko. Nel 1951 conseguì il dottorato. Lavorò poi come secondo assistente personale dell'arcieparca Ivan Bučko e dal 1963 come segretario del cardinale Josyp Slipyj. In seguito scrisse diverse opere su questo presule. Dal 1960 al 1997 diresse la principale rivista teologica ucraina, "Bohosloviye". Partecipò alla prima, alla seconda e all'ultima sessione del Concilio Vaticano II. Dal 1965 al 1999 insegnò storia della Chiesa all'Università Cattolica Ucraina a Roma, di cui fu rettore dal 1985 al 2001.

### Ministero episcopale
Il 2 aprile 1977 nella cappella del monastero dei Monaci studiti ucraini di Marino ricevette l'ordinazione episcopale dal cardinale Josyp Slipyj, co-consacranti l'esarca apostolico d'Australia Ivan Prasko e l'eparca di Toronto Isidore Borecky. Ufficialmente aveva il titolo di eparca di Przemyśl, Sambir e Sanok, ma non poté mai prendere possesso della sede. L'ordinazione avvenne però senza il permesso del papa e questo causò molte irritazioni della Curia romana. Papa Giovanni Paolo II lo riconobbe ufficialmente come vescovo solo il 22 febbraio 1996 e lo stesso giorno lo nominò vescovo titolare di Patara. Nello stesso anno divenne procuratore del Capo della Chiesa greco-cattolica ucraina per la Santa Sede, incarico che mantenne fino al 2003. Fu anche rettore della basilica di Santa Sofia a Roma.
Morì al Policlinico Agostino Gemelli di Roma il 3 febbraio 2006. La divina liturgia di esequie si tenne il 7 febbraio nella basilica di Santa Sofia a Roma. La salma venne poi tumulata nella cripta dello stesso edificio.

## Genealogia episcopale
La genealogia episcopale è:
- Patriarca Geremia II Tranos
- Arcivescovo Michal Rahoza
- Arcivescovo Hipacy Pociej
- Arcivescovo Iosif Rucki
- Arcivescovo Antin Selava
- Arcivescovo Havryil Kolenda
- Arcivescovo Kyprian Žochovs'kyj
- Arcivescovo Lev Zaleski
- Arcivescovo Jurij Vynnyc'kyj
- Arcivescovo Luka Lev Kiszka
- Vescovo György Bizánczy
- Vescovo Inocențiu Micu-Klein, O.S.B.M.
- Vescovo Mihály Emánuel Olsavszky, O.S.B.M.
- Vescovo Vasilije Božičković, O.S.B.M.
- Vescovo Grigore Maior, O.S.B.M.
- Vescovo Ioan Bob
- Vescovo Samuel Vulcan
- Vescovo Ioan Lemeni
- Arcivescovo Spyrydon Lytvynovyč
- Arcivescovo Josyf Sembratowicz
- Cardinale Sylwester Sembratowicz
- Arcivescovo Julian Kuiłovskyi
- Arcivescovo Andrej Szeptycki, O.S.B.M.
- Cardinale Josyp Ivanovyč Slipyj
- Vescovo Ivan Choma